# Eutropis multifasciata
Espèce
Synonymes
- Scincus multifasciatus Kuhl, 1820
- Euprepes sebae Duméril & Bibron, 1839
- Tropidolepisma macrurus Bleeker, 1860
- Plestiodon sikkimensis Gray, 1853
- Mabuia monticola Annandale, 1905
- Mabuya multifasciata balinensis Mertens, 1927
- Mabuya multifasciata tjendikianensis Mertens, 1956
- Mabuya multifasciata (Kuhl, 1820)

Eutropis multifasciata ou Scinque doré est une espèce de sauriens de la famille des Scincidae.

## Répartition
Cette espèce se rencontre :
- en Inde dans l’État d'Assam ;
- en Birmanie ;
- en Thaïlande ;
- au Laos ;
- au Cambodge ;
- au Viêt Nam ;
- en Malaisie péninsulaire ;
- à Singapour ;
- en Indonésie sur les îles de Bornéo, de Sumatra, de Java, de Bali, de Komodo et de Sulawesi ;
- en Nouvelle-Guinée ;
- aux Philippines ;
- en République populaire de Chine dans les provinces du Hainan et du Yunnan ;
- à Taïwan
- en Japon (Ryukyu).

Elle a été introduite en Floride aux États-Unis.

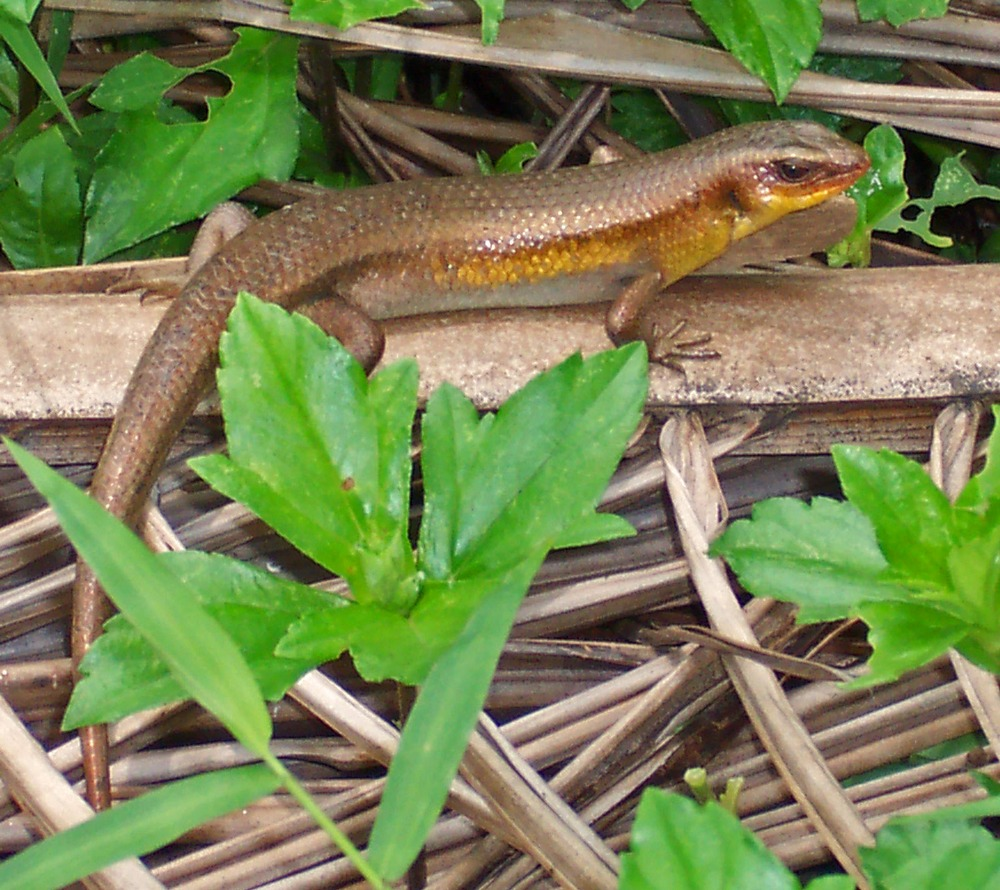

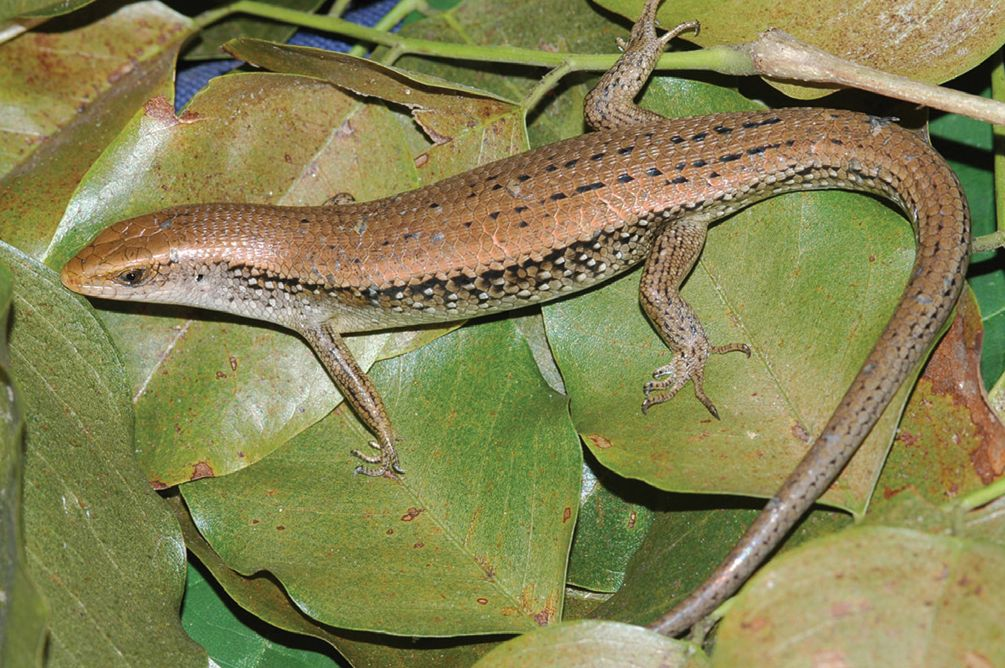

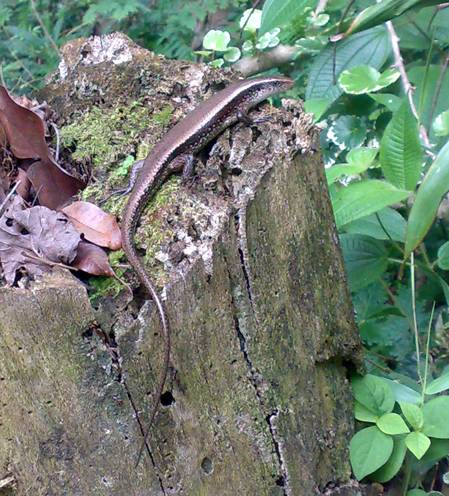

## Description
Le scinque doré a une taille qui peut atteindre 35 cm de long.
Ce lézard vit dans les clairières ensoleillées des forêts tropicales. Il mange des insectes.
C'est un animal vivipare.

## Liste des sous-espèces
Selon The Reptile Database (25 septembre 2012) :
- Eutropis multifasciata multifasciata (Kuhl, 1820)
- Eutropis multifasciata tjendikianensis (Mertens, 1956)

## Publications originales
- Kuhl, 1820 : Beiträge zur Zoologie und vergleichenden Anatomie, p. 1-152 (texte intégral).
- Mertens, 1956 : Eidechsen (Reptilia) vom Karimundjawa-Archipel. Treubia, vol. 23, no 2, p. 253-257.